# Saint-Antoine-l'Abbaye
Saint-Antoine-l'Abbaye è un comune francese di 1 172 abitanti situato nel dipartimento dell'Isère della regione dell'Alvernia-Rodano-Alpi. È considerato uno dei più bei villaggi di Francia.
Così chiamata per la straordinaria abbazia gotica, la cittadella è luogo di grande interesse storico-artistico.
Il 1º gennaio 2016 si è fuso con il comune di Dionay.
Il comune di Saint-Antoine l'Abbaye è gemellato dal 2006 con quello italiano di Sermoneta. Tra le comunità si svolgono regolarmente scambi culturali e sportivi a cui le popolazioni locali partecipano attivamente.

## L'abbazia
Un nobile francese, Jocelin de Chateau Neuf, di ritorno nel 997 da un pellegrinaggio in Terra santa, condusse con sé nel Delfinato le spoglie di Antonio abate, donategli, pare, dall'imperatore di Costantinopoli. Le spoglie del Santo furono interrate nel villaggio di Motte aux Bois, non lontano dal piccolo paese di Saint Marcellin. Nel 1070, Ghigo di Didier, discendente del nobile Jocelin, fece costruire una chiesa per custodire le reliquie fino ad allora interrate. Esse divennero oggetto di devozione popolare e di pellegrinaggio soprattutto per la guarigione dal fuoco di sant'Antonio. Qui, su ordine dell'Arcivescovo di Vienne, si installò nel 1083 un gruppo di benedettini di Montmajour  cui spettava il compito di supervisionare il pellegrinaggio che si era avviato. Nel 1095 sorse una comunità laicale con fini ospedalieri, a seguito di un ex voto del nobile locale Gastone de Valloire, che aveva avuto un figlio guarito dall'ergotismo, per grazia ricevuta al santuario di Saint Antoine Abbaye. Egli, assieme al figlio e ad altri cinque nobili del Delfinato, formarono il primo nucleo di quello che sarebbe divenuto nel 1297, con una bolla di Bonifacio VIII, l'Ordine dei canonici regolari di Sant'Antonio di Vienne: una confraternita laica a fini ospedalieri, sotto la regola di Sant'Agostino, che venne approvata da papa Urbano II nel 1095, anno del concilio di Clermont, e confermata da papa Onorio III con bolla papale nel 1218.

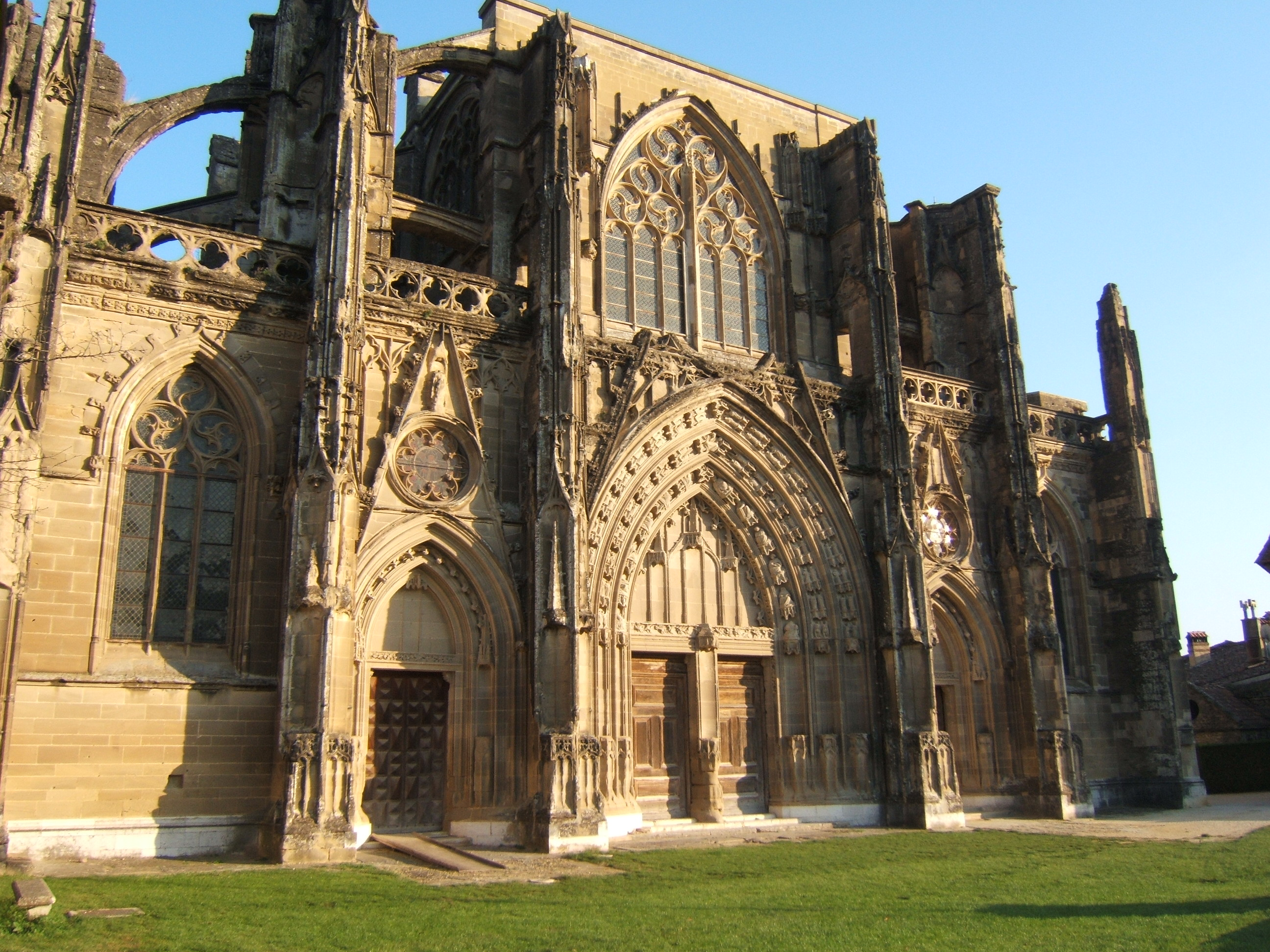
Il portale dell'abbazia

I monaci fecero costruire nel 1119 una chiesa che venne consacrata dall'arcivescovo di Vienne, Guy de Bourgogne futuro Papa Callisto II, e il villaggio mutò nome in La Motte Saint Didier. La consacrazione avvenne sotto la triplice protezione della Santissima Trinità, della Vergine Maria e di Sant'Antonio Abate.
La chiesa abbaziale di Saint-Antoine l'Abbaye, considerata uno dei più alti esempi di architettura gotica del sud-est della Francia, è stata edificata tra il XIII e il XV secolo e conserva una ricca collezione di oggetti sacri.
Il noviziato, ricostruito tra il XVII e il XVIII secolo al posto dell'antico edificio medievale, ospita il museo dipartimentale.
L'abbazia era meta di numerosi e frequenti pellegrinaggi nel Medioevo e nel Rinascimento, con visite di re, principi, nobili e benefattori, da tutta Europa. Lo storico antoniano Aymar Falco riportò che papa Clemente VII e due cardinali futuri papi, Giulio II e Leone X, avevano visitato il santuario; durante il 1514 si registrarono più di diecimila italiani in visita e, negli anni successivi, moltitudini di pellegrini dall'Ungheria e dai paesi limitrofi. Nel 1517, la marchesa di Mantova Isabella d'Este visitò l'abbazia durante un pellegrinaggio in Provenza. Il viaggio è riportato dall'umanista Mario Equicola nella sua opera Iter in Narbonensem Galliam, dove descrive pure la presenza di uno strumento musicale a canne dotato di automi, riportato anche nel coevo diario di viaggio del cardinale Luigi d'Aragona, realizzato nel 1515. Lo strumento è andato distrutto con le guerre di religione in Francia, sostituito in seguito da uno imponente di epoca barocca. Tale organo a canne fu costruito tra il 1620 e il 1625 dal canonico antoniano Jean Astruc, posto sulla tribuna all'ingresso della chiesa. Il positivo, posto di fronte al grande organo, fu costruito intorno al 1640 dall'ebanista Jérémie Carlin. Intorno al 1748, il restauro dell'organo fu affidato dagli Antoniani a Samson Scherrer, organaro di origine svizzera. Rimossi nel 1805, per essere collocati a Saint Louis de Grenoble, gli organi tornarono nel 1982.
Una parte dell'abbazia è oggi casa d'accoglienza e sede di una Comunità dell'Arca di Lanza del Vasto, filosofo cattolico e gandhiano.
La costruzione utilizzata per l'accoglienza è stata recentemente sottoposta a restauro.

## Museo di Saint-Antoine-l'Abbaye
Il percorso museografico presenta la storia dell'abbazia e dell'Ordine degli Ospedalieri Antoniani.

## Società

### Evoluzione demografica
Abitanti censiti